# Patrick Sanders
Patrick Elliot Sanders McClain (27 de agosto de 1985) es un exjugador de baloncesto profesional americano. Juego baloncesto universitario para Universidad de California en Irvine.

## Carrera

### Universidad
Sanders llegó a la UC Irvine después de promediar 17 puntos y 12 rebotes por juego en el instituto. En año como freshman le tocó disputar muy pocos minutos por partido promediando 1.7 puntos y 1.6 rebotes por juego. Como sophomore, llegó a la formación inicial en la segunda parte del año. Le tocó empezar 19 de los 20 juegos finales para los UC Irvine Anteaters.
Como joven,  fue el máximo anotador de los Anteaters y tuvo una honorable mención en el All-Big West Conference por su esfuerzo promediando 11.9 puntos y 1.6 bloques (ranking segundo en la liga) por juego. Como sénior,  integró el Primer equipo All-Big West después de liderar los Anteaters con 15.8 puntos por juego. Acabó sexto en la conferencia en puntos por partido, tercero en tiros de tres puntos porcentaje de convertidos, sexto en tiros de campo porcentaje de convertidos, y séptimo en tiros libres porcentaje de convertidos.
En el Big West Conference, Sanders terminó cuarto en puntos con 17.8 por juego, séptimo en porcentaje de tiros de campo con .486, cuarto en tiros libres con .861, y sexto en porcentaje de tres puntos en .463.

### Profesional
Al no ser elegido en el Draft del 2008 de la NBA, Sanders se unió a los Sacramento Kings para el 2008 Verano de NBA Liga. Más tarde se une a Iowa Energy de la Liga de Desarrollo de la NBA en noviembre de 2008, donde juega la temporada 2008–09 hasta que fue cortado el 23 de marzo de 2009 debido a una lesión. En 41 juegos para la Iowa Energy (36 inicios), promedió 13.9 puntos, 3.6 rebotes y 1.4 asiste por juego. El 22 de enero de 2009, Sanders logró su máxima puntuación al alcanzar 43 puntos en la Iowa Energy  142–140 en doble tiempo suplementario ganándole a los Dakota Wizards.
La lesión lo mantuvo fuera de acción para 10 meses, firmando con ABC Amsterdam en enero de 2010 para el resto del 2009–10. En 20 juegos para ABC Amsterdam, promedió 14.8 puntos, 4.6 rebotes, 2.1 asiste, 1.4 roba y 1.1 bloques por juego.
El 30 de julio de 2010, firmó un contrato por un año con VEF Riga de la Liga de Baloncesto letona. aunque se rescinde el contrato en mediados de noviembre después de aparecer en 11 juegos. El 25 de noviembre firma con Sydney Kings para el resto de la temporada 2010–11 de la NBL. En 21 juegos para los Sydney Kings, promedió 13.3 puntos, 4.0 rebotes y 1.7 asiste por juego.
El 12 de enero de 2012, fue adquirido por el Dakota Wizards de la Liga de Desarrollo de la NBA, sólo para ser cortado por el equipo 10 días más tarde después de aparecer en cinco juegos. Luego firmó con los Rayos de Hermosillo para la temporada 2012 CIBACOPA. En 53 juegos para Hermosillo, promedió 19.0 puntos, 4.1 rebotes y 1.4 asiste por juego, ayudando el equipo gana su primer campeonato de liga.
En agosto de 2012, firmó con Étoile de Charleville-Mézières de Francia para la temporada 2012–13. En febrero de 2013,  dejó Charleville-Mézières y regresó a México donde volvió a firmar con los Rayos de Hermosillo. En 21 juegos para el club francés, promedió 17.2 puntos, 4.4 rebotes y 1.1 asiste por juego. Se suma a Rayos de Hermosillo para ganar de forma apabullante el campeonato de 2013 con medias de 14.9 puntos, 3.0 rebotes y 1.6 asiste en 46 juegos.
Sanders se sumó al Shinshu Brave Warriors de la bj liga para la temporada 2013–14, promediando 18.3 puntos, 4.9 rebotes y 2.2 asistencias en 54 juegos. Regresó a Shinshu para la temporada 2014–15 estación, otra vez promediando números impresionantes con 18.9 puntos, 5.6 rebotes, 2.1 asistencias y 1.1 robos en 48 juegos.
En agosto de 2015, firmó con Club Ferro Carril Oeste de la Liga Nacional de Básquet.

## Palmarés

### Campeonatos nacionales
- Actualizado hasta el 04 de mayo de 2016.

| Título        | Club                | País   | Año         |
| ------------- | ------------------- | ------ | ----------- |
| CIBACOPA 2012 | Rayos de Hermosillo | México | 2011 - 2012 |
| CIBACOPA 2013 | Rayos de Hermosillo | México | 2012 - 2013 |

### Distinciones individuales
- Actualizado hasta el 04 de mayo de 2016.

| Club                | Distinción                                      | País           | Año         |
| ------------------- | ----------------------------------------------- | -------------- | ----------- |
| UC Irvine Anteaters | First-team All-Big West                         | Estados Unidos | 2008        |
| Rayos de Hermosillo | Líder de porcentaje en tiros de 3 CIBACOPA 2012 | México         | 2011 - 2012 |